# Софроние, Даниэла
Николе́та Даниэ́ла Софро́ние (рум. Nicoleta Daniela Sofronie; род. 11 февраля 1988) — румынская гимнастка (спортивная гимнастика). Олимпийская чемпионка 2004 года в командном первенстве и серебряная медалистка в вольных упражнениях. В том же 2004 году чемпионка Европы в команде и серебряная медалистка в абсолютном первенстве.
Любопытным фактом является то, что Даниэла была сильна на брусьях (традиционно слабом снаряде у румынских гимнасток), при этом имела скромные результаты на коронном для румынок снаряде - бревне.
После завершения спортивной карьеры работает тренером в родном клубе в Констанце.